# Zvjezdana vrata SG-1 (sezona 2)
Druga sezona znanstveno fantastične serije Zvjezdana vrata SG-1 sastoji se od 22 epizode. Prvo emitiranje druge sezone počelo je 26. lipnja 1998. godine na Showtimeu. U drugoj sezoni se u borbi protiv Goa'uld Stargate timu pridružuje i Bra'tac, Tea'lcov prijatelj i učitelj. Sam je opsjednuta od strane Goa'ulda, pripadnika Tok'ra, goa'uldskog pokreta otpora s kojima sklapaju sporazum o suradnji. Asgard Thor se prvi puta pojavljuje pred članovima SG-1 tima u svojem stvarnom obliku. Pronalaze repozitorij znanja Drevnih koji se učitava u Jack O'Neillov mozak.

## Epizode

### 1. U zmijskom leglu (2. dio)
Apofisovi brodovi - Ha'tak - dolaze do Zemlje, a tim SG-1 biva uhvaćen nakon što ubiju Klorela, koji je za simbionta uzeo Skaara, maldića s planeta Abydos (ep. Djeca bogova). Mali tim Jaffa u vodstvu Teal'c-ova mentora Bra'tac-a potajno sabotira Apofisov plan i pokušava spasiti SG-1.

### 2. Na dužnosti
Tijekom spasilačke misije na planetu kojeg napadaju Goa'uldi, simbiont zaposjedne satnicu Samanthu Carter te sa Zemlje pokuša pobjeći kroz Zvjezdana Vrata. Ostatak tima shvati da nešto ne valja te ju uhite i zatvore. Carterin simbiont član je legendarnih Tok'ra-i, Goa'uld-a koji se protive vladavini i poretku sustavnih lordova. Lordovi su poslali ubojicu (Ashrak) za Tok'ra-om.

### 3. Zatvorenici
Dok pomažu uspaničenom čovjeku, SG-1 bivaju osuđeni na doživotnu zatvorsku kaznu na planetu s kojeg ne mogu otići. Jedina im je nada postariae žena, Linea, mračne prošlosti.